# SS Georgic (1895)

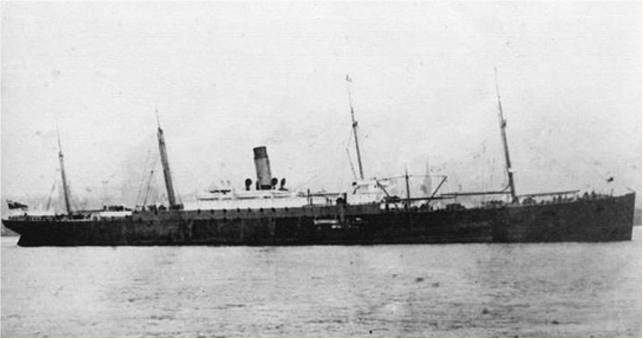
Parník SS Georgic v roce 1895 na řece Mersey

SS Georgic byl parník společnosti White Star Line vybudovaný roku 1895 v loděnicích Harland & Wolff v Belfastu. Byl to jeden z největších parníků převážejících dobytek vybudovaný jako náhrada za Naronic. Měl tonáž 10 077 BRT.
V roce 1916, když byl na cestě z Philadelphie do Brestu, se k němu přiblížila německá loď Moewe. Georgic v tu chvíli převážel 1 200 koní, barely oleje a pšenici. Když dostal od Moewe příkaz k zastavení, ignoroval ho a plul dál. Moewe vypálil z jednoho ze svých kanonů a zasáhl Georgic na zádi. Jeden člen posádky byl zabit.
Posádka Georgiku byla vyzvednuta na Moewe, kde byla držena jako zajatci. Dělala, co mohla, aby lidé z Moewe vzali Georgic do okupované Francie a zachránili tak koně, ale lidé z Moewe se rozhodli pálit a Georgic potopit. Spekulovalo se, že Moewe nechtěl plout s Georgikem ze strachu z britských lodí anebo chtěl pokračovat v hlídce.